# 新埃斯帕塔州
新埃斯帕塔州（Estado ）是委內瑞拉的23个州的其中之一，亦是當中面積最小的一個。它的疆域除了包括州內最大島嶼玛格丽塔岛以外，還包括了科謝島（Coche）及無人居住的庫巴瓜島（Cubagua）。
新埃斯帕塔州位於委內瑞拉東北海岸的加勒比海，有「加勒比海的明珠」的美譽。它的名稱來自古希臘的斯巴達城邦，用來形容當地居民在委內瑞拉獨立戰爭期間的英勇表現。主島玛格丽塔岛的面積有934平方公里。

## 歷史
新埃斯帕塔州源於在1525年成立的玛格丽塔省，是1777年委內瑞拉大將軍一職設立時歷史最久遠的行政分區。本州過去一直都是聖多明哥皇家審問院的屬地，直到1739年被割讓與新格拉納達副王區 （Virreinato de Nueva Granada）。1821年，當大哥倫比亞創建時，玛格丽塔省跟其他區域一起被劃歸奧里諾科河省。1830年委內瑞拉共和國成立時，玛格丽塔省是13個始創省份之一。1864年，當國家重新劃分為20個省及聯邦區域時，玛格丽塔省改作今日的名稱。
1. 1 2  [. GeoNames.org. {{{date}}}  [{{{accessdate}}}]. 
 Estado Nueva Esparta] in Geonames.org (cc-by)